# Never7: The end of infinity
(Dal filmato introduttivo)
Never7 -the end of infinity- (ネバー・セブン・エンドゥ・オブ・インフィニティ?, Nebā sebun -endu obu infiniti-) è una visual novel giapponese prodotta dalla KID, originariamente pubblicata il 23 marzo 2000 per PlayStation, nello stesso anno fu pubblicata una versione per Neo Geo Pocket il 23 novembre e una versione per Dreamcast il 21 dicembre. Una versione per Windows fu pubblicata il 26 ottobre 2001, mentre una per PlayStation 2 è stata pubblicata il 26 giugno 2003. Negli ultimi anni, il gioco fu anche pubblicato per PlayStation Portable, Android e iOS.
Never7 è parte della serie  Infinity della KID. Gli altri titoli della serie sono Ever17 - The out of infinity, Remember11 - The age of infinitye 12Riven - The climinal of integral e Code_18 che prendono tutti luogo nello stesso universo.  In Giappone è stato pubblicato per Windows e Playstation 2 il pacchetto Infinity Plus, contenente tutti e quattro i titoli della serie.
Una patch per tradurre il gioco in inglese è stata pubblicata da TL Wiki il 17 agosto 2012.
Il titolo del gioco può tradursi come "non può esserci 7", che si riferisce a diverse cose. Principalmente, fa riferimento al problema dei protagonisti dello sfuggire dal ciclo infinito e a non raggiungere il 7 aprile. 7 sono anche i personaggi del gioco, che non sempre rimangono tutti in vita. Il numero 7 è considerato fortunato in molte parti del mondo: nelle slot machine, ad esempio, "777" sono i numeri del jackpot. Il titolo si basa anche su questa credenza, con il settimo giorno che porta fortuna o felicità.

## Modalità di gioco
Come la maggior parte delle visual novel, la giocabilità Never7 consiste nel leggere il testo accompagnato dalle immagini dei personaggi e da fondali fissi, effettuando alcune scelte che andranno a influenzare la storia. Alcune scelte si ripercuotono sui dialoghi anche molto avanti con la storia, sebbene con funzioni di puro contorno. Ad esempio una scelta effettuata all'inizio del gioco, può influenzare quello che verrà detto più avanti, in coerenza con quanto scelto di fare o dire.
Sebbene la maggior parte delle scelte influenzi apparentemente solo in minima parte i dialoghi, la quasi totalità di esse andrà a incrementare (o per una minima parte di esse, decrementare) dei contatori invisibili, riguardo a ognuna delle eroine. Il contatore viene "letto" dal gioco in determinati momenti, dando la possibilità di effettuare scelte normalmente non accessibili o, nel finale, facendo terminare il gioco con un "Bad Ending" se è troppo basso verso l'eroina di cui si sta seguendo la storia. Sono presenti anche dei flag che si ottengono mediante determinate scelte. Durante il quarto giorno della prima parte del gioco, vengono letti i contatori e i flag, determinando quale sia il percorso di una delle eroine con il quale si proseguirà. Nel caso nessuna delle condizioni sia verificata, il gioco proseguirà con il percorso di Yuka. Nella versione Dreamcast del gioco, la Visual Memory Unit assiste il giocatore nel raggiungere i "Good Ending", tramite tre riquadri che mostreranno un cuore nel caso in cui il giocatore faccia scelte giuste.
Il gioco possiede diversi "Bad Ending" "Good Ending". Per Yuka, Haruka, Kurumi e Saki esiste un solo finale positivo o negativo. Izumi possiede invece due percorsi distinti: il primo è accessibile solo dopo aver completato gli altri quattro "Good Ending", e possiede due possibili finali positivi e uno negativo. Solo uno dei due è in realtà il vero finale, e solo dopo averlo completato la seconda volta si accede all'epilogo. Dopo aver visto quest'ultimo, sarà possibile completare il gioco con un altro percorso riguardante Izumi con un possibile "Good Ending" e due "Bad Ending". Attraverso il menù principale del gioco, tramite la funzione "Append", è possibile accedere ad un altro percorso, chiamato "Yuka Cure": in esso è possibile ripercorrere il percorso di Yuka dalla prospettiva della ragazza, effettuando scelte che porteranno a due differenti finali positivi o uno negativo.
Never7 possiede anche una funzione di "skip", non però implementata nella prima versione Playstation, che permette al giocatore di saltare qualsiasi testo abbia già letto o di saltare i dialoghi. Viene data anche la possibilità di partire con la storia da un determinato giorno o parte di esso, premesso che lo abbia già completato.

## Trama
Never7 prende luogo nella settimana che va dal 1º al 7 aprile 2019. Makoto, uno studente di psicologia che non presenzia mai alle lezioni, viene mandato come punizione ad un seminario su un'isola con alcuni compagni. La mattina del 1º aprile il ragazzo si risveglia da un incubo, in cui vede una ragazza morta, che non riesce a ricordare chi sia, con una piccola campanella in mano, nella data del 6 aprile. Il ragazzo liquida la faccenda solo come un brutto sogno e, nel prosieguo della settimana, conosce altre persone e formano un gruppo di amici. Ben presto però, alcune coincidenze fanno temere al ragazzo di avere avuto una premonizione.

## Personaggi

La schermata dei titoli con le eroine del gioco. Da sinistra Izumi, Kurumi, Saki, Yuka e Haruka

Makoto Ishihara (石原誠?, Ishihara Makoto)
Makoto è il protagonista del gioco e ha 20 anni. È uno studente di psicologia, anche se pessimo: non ha buoni voti e non presenzia alle lezioni. Per questo motivo viene mandato al seminario. In questo contesto Makoto dimostrerà di essere una premurosa verso gli altri.
Yuka Kawashima (川島 優夏?, Kawashima Yuuka) ,  (Seiyū Tomoko Kawakami)
Yuka ha 20 anni ed è una compagna di università di Makoto, nonché il leader dei quattro ragazzi del seminario. È una ragazza allegra con una grande passione per l'alcool.
Haruka Higuchi (樋口 遙?, Higuchi Haruka) ,  (Seiyū Yuki Matsuoka)
Haruka ha 19 anni ed una compagna di università di Makoto, che partecipa con gli altri al seminario, nonostante, al contrario del ragazzo, sia un'ottima studentessa. Haruka è molto introversa e silenziosa, nonostante l'intenzione degli altri di coinvolgerla nelle loro attività.
Saki Asakura (朝倉 沙紀?, Asakura Saki) ,  (Seiyū Wakana Yamazaki)
Saki ha 20 anni ed è un'amica d'infanzia di Yuka. Viene da una famiglia ricca e si trova sull'isola in vacanza nella villa di famiglia. Saki si dimostra spesso altezzosa nei suoi modi, ma cela dietro questa facciata una persona premurosa.
Kurumi Morino (守野 くるみ?, Morino Kurumi) ,  (Seiyū Yuki Matsuoka)
Kurumi ha 17 anni e si trova in vacanza sull'isola con la sorella Izumi aiutandola nel gestire il Luna Beach. Kurumi ha spesso un modo di fare molto infantile, tanto che gli altri faticano a credere che abbia veramente 17 anni.
Izumi Morino (守野 いづみ?, Morino Izumi) ,  (Seiyū Kikuko Inoue)
Izumi ha 22 anni e gestisce per conto del proprietario il Luna Beach, un ristorante vicino alla costa dell'isola. Ha un modo di fare molto cordiale e premuroso, offrendo più volte ospitalità ai ragazzi.
Okuhiko Iida (飯田 億彦?, Iida Okuhiko) ,  (Seiyū Susumu Chiba)
Okuhiko è il quarto ed ultimo ragazzo che fa parte del seminario. Viene dalla famiglia IIda, molto ricca e proprietaria del "Iida Financial Group". Le sue caratteristiche da playboy lo portano a scontrarsi spesso con Makoto.

## Team di sviluppo
- Game director: Takumi Nakazawa
- Sceneggiatore: Kotaro Uchikoshi
- Storia: Kotaro Uchikoshi, Takumi Nakazawa, Chabou Higurashi, Ken Hodoshima, Kazuhiro Ichikawa
- Character design: Yuna Kagesaki
- Compositore: Takeshi Abo

## Musiche
La musiche del gioco, come altri titoli della serie Infinity, sono composte da Takeshi Abo.
La versione per Playstation Portable ha una propria canzone di apertura e chiusura. La prima è Sen Oku No Hoshikuzu Fura Su Yoru No Sora ed è cantata da Asriel. La seconda è invece Hokorobishi Hana.
Tutte le altre versioni posseggono solo una canzone di chiusura, Treasure Dream, cantata da Tomoko Kawakami, la doppiatrice di Yuka.